# Thespesia populnea
Thespesia populnea, tiếng Việt gọi là cây tra bồ đề hay tra lâm vồ, là một loài thực vật có hoa thuộc họ Cẩm quỳ. Là cây thân gỗ hay cây mọc thành cụm, phân bố rộng rãi ở các vùng nhiệt đới, nhất là dọc theo bờ biển. Tuy nhiên, tra bồ đề là loài cây thuộc về Cựu thế giới, có lẽ có nguồn gốc từ Ấn Độ. Cây có nhiều tên gọi khác nhau trong các ngôn ngữ khác nhau ở Ấn Độ. Ngày nay, gỗ của nó được sử dụng chủ yếu để làm đồ nội thất, do có chất lượng khắc gỗ tốt. Trong tiếng Kannada, một ngôn ngữ tại Ấn Độ, loài cây này được gọi là "Buguri mara", trong tiếng Tamil nó được gọi là பூவரசு (puvarasu), được người Tamil cổ lấy gỗ làm các vật dụng. Tra bồ đề cũng có thể có nguồn gốc từ đảo Hawaii hoặc các nước khác trong khu vực này, được các dân tộc Đa đảo cổ xưa gieo giống lấy gỗ và làm sợi. Tra bồ đề có thể đạt chiều cao từ 6 – 10 m, đường kính thân từ 20 – 30 cm. Nó phân bố ở nhiều độ cao từ ngang mực nước biển đến khoảng 275 m, trong các khu vực có lượng mưa trung bình từ 500 - 1,600 mm. Tra bồ đề có thể mọc trên nhiều loại đất khác nhau trong môi trường ven biển, bao gồm đất cát, đá vôi và đá ba-dan. Cây phát triển tốt trong môi trường có độ pH trung tính (từ 6 - 7,4)
Cây có nhiều tên thường gọi khác nhau như Indian Tulip Tree, Pacific Rosewood, Seaside Mahoe (ở Florida), Surina ("cây voi"), Suriya (Sinhala), Bebaru hay Baru baru (Malay), Milo hay Miro (trong nhiều ngồn ngữ Polynesian), Makoʻi (Rapanui), Gangaraavi (Telugu), Poovarasu: பூவரசு (Tamil), Poovarasu: പൂവരശ്‌ (Malayalam), "buguri mara" ở Kannada PakuR (Bengali) và Plaksa (Phạn).